# Liste des châteaux en Slovénie
Cette liste non exhaustive répertorie les principaux châteaux en Slovénie par région traditionnelle.

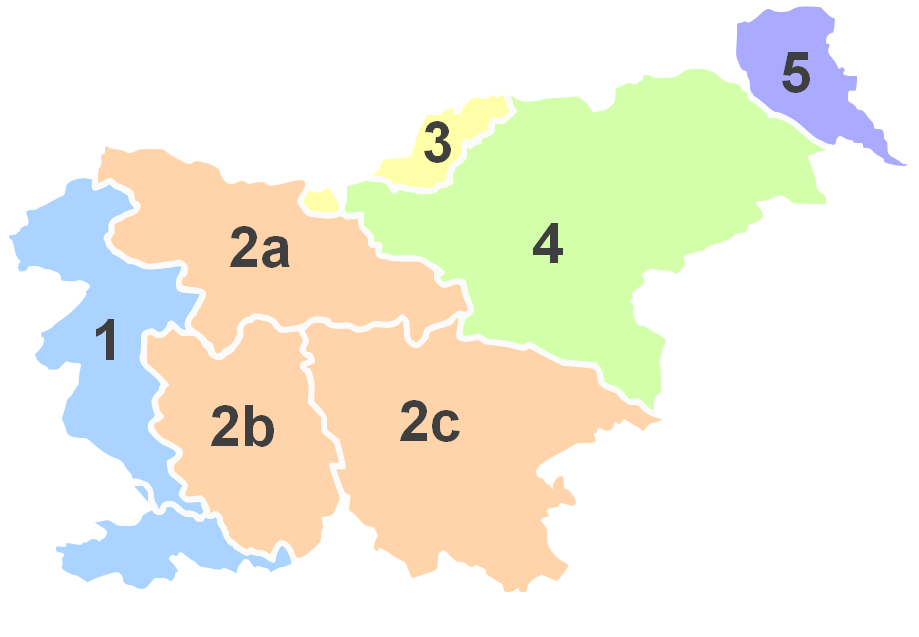
1. Littoral, 2. Carniole (2a. Haute-Carniole, 2b. Carniole-Intérieure, 2c. Basse-Carniole), 3. Carinthie, 4. Basse-Styrie, 5. Prekmurje

## Littoral
- Château de Branik (en) ou de Rihemberk, XIIe siècle.

## Carniole

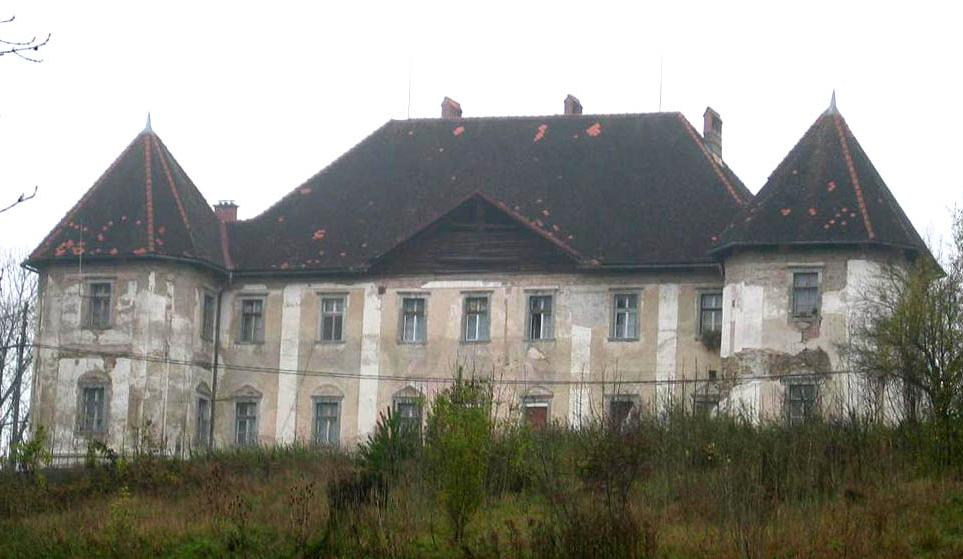
Château de Bokalce

- Château de Bokalce (en), XVIe siècle.
- Château de Ljubljana.

### Haute-Carniole

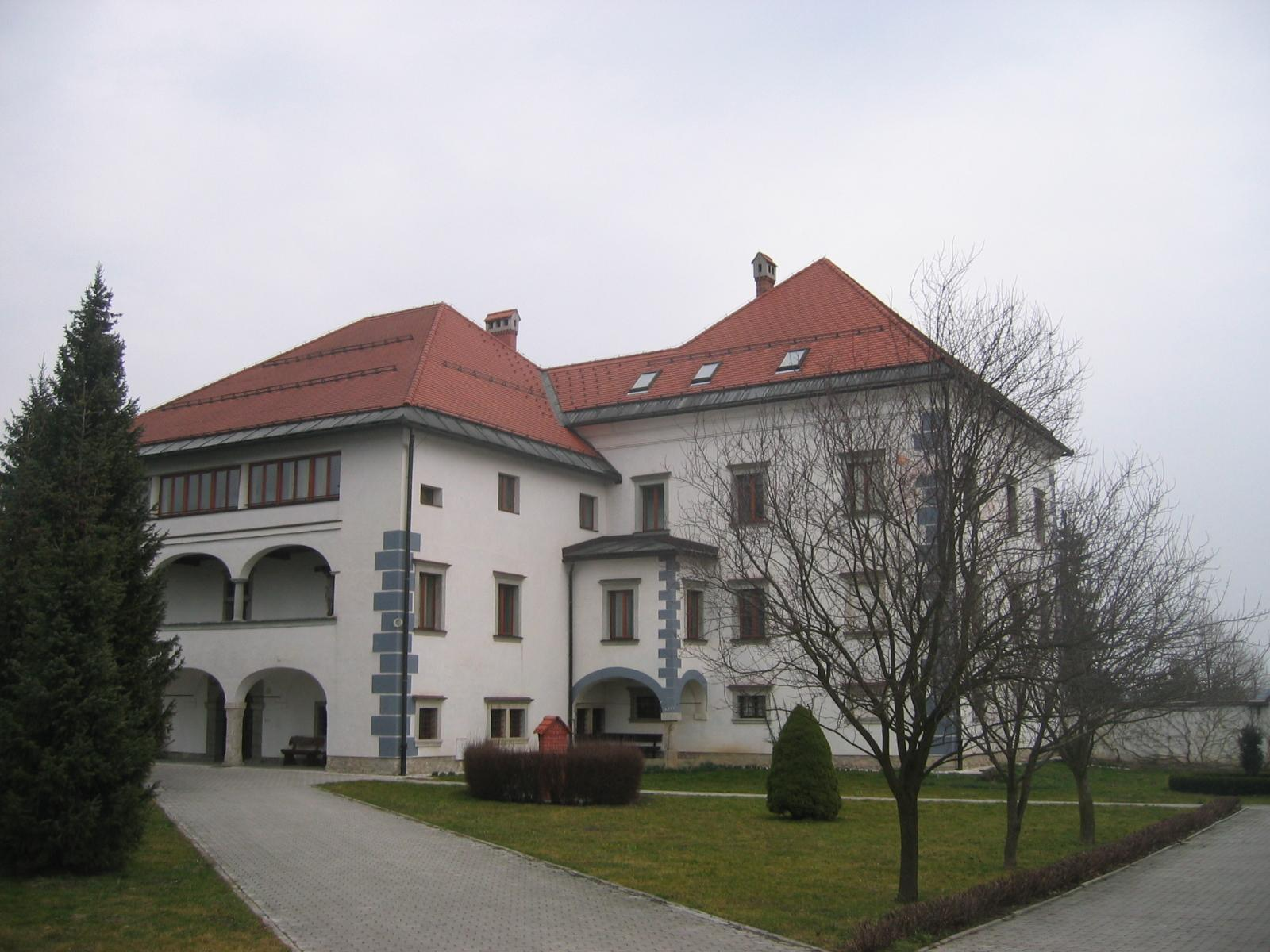
Château d'Ajman

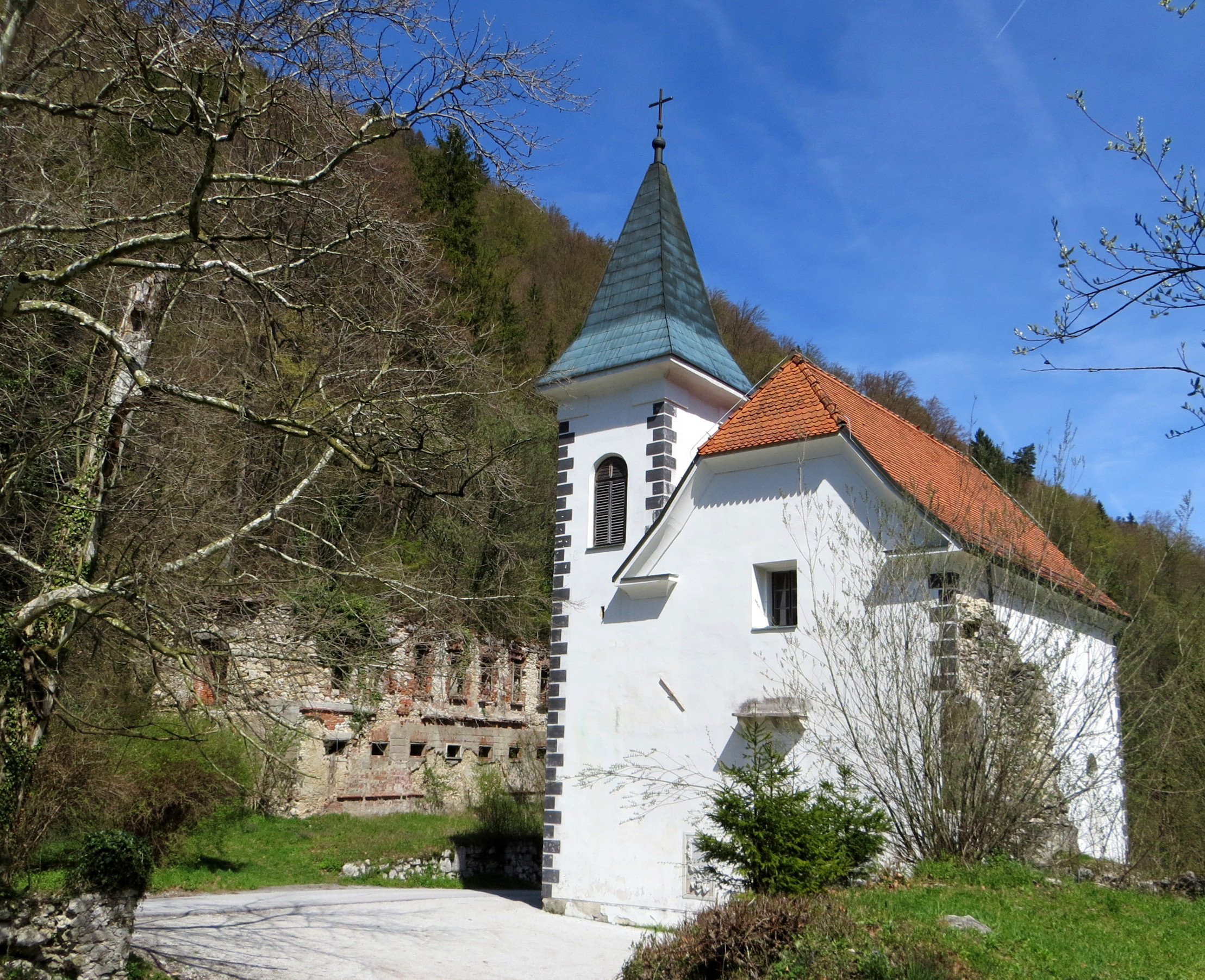
La chapelle du château de Medija.

- Château d'Ajman (en), un manoir du XVIIe siècle, construit près de Škofja Loka.
- Château de Bled.
- Château de Brdo (en), XVIe siècle.
- Manoir de Bucelleni-Ruard (en), construit en 1538 ; accueille depuis 1954 un musée[a].
- Château de Jablje (en) ou de Habach, c. XIIIe siècle ; visitable.
- Château de Kacenštajn (en).
- Château de Kieselstein (en) ou de Khislstein, un château du XIIIe siècle.
- Château de Koprivnik (en), un château en ruine construit au XIIe siècle.
- Manoir de Kos (en), un manoir construit au XVIe siècle dans la ville de Jesenice. Il abrite aujourd'hui un musée[b].
- Château de Krumperk, à proximité de la ville de Domžale.
- Château de Lipnica (en), un château en ruine datant du XIIe siècle.
- Château de Medija (en), un château en ruine détruit durant la Seconde Guerre Mondiale, sa chapelle a été restaurée.
- Château de Polhov Gradec (en), XIIe siècle.
- Château de Strmol (en), XIIIe siècle.

### Carniole-Intérieure
- Tour de Baumkircher (en), construite en 1342.

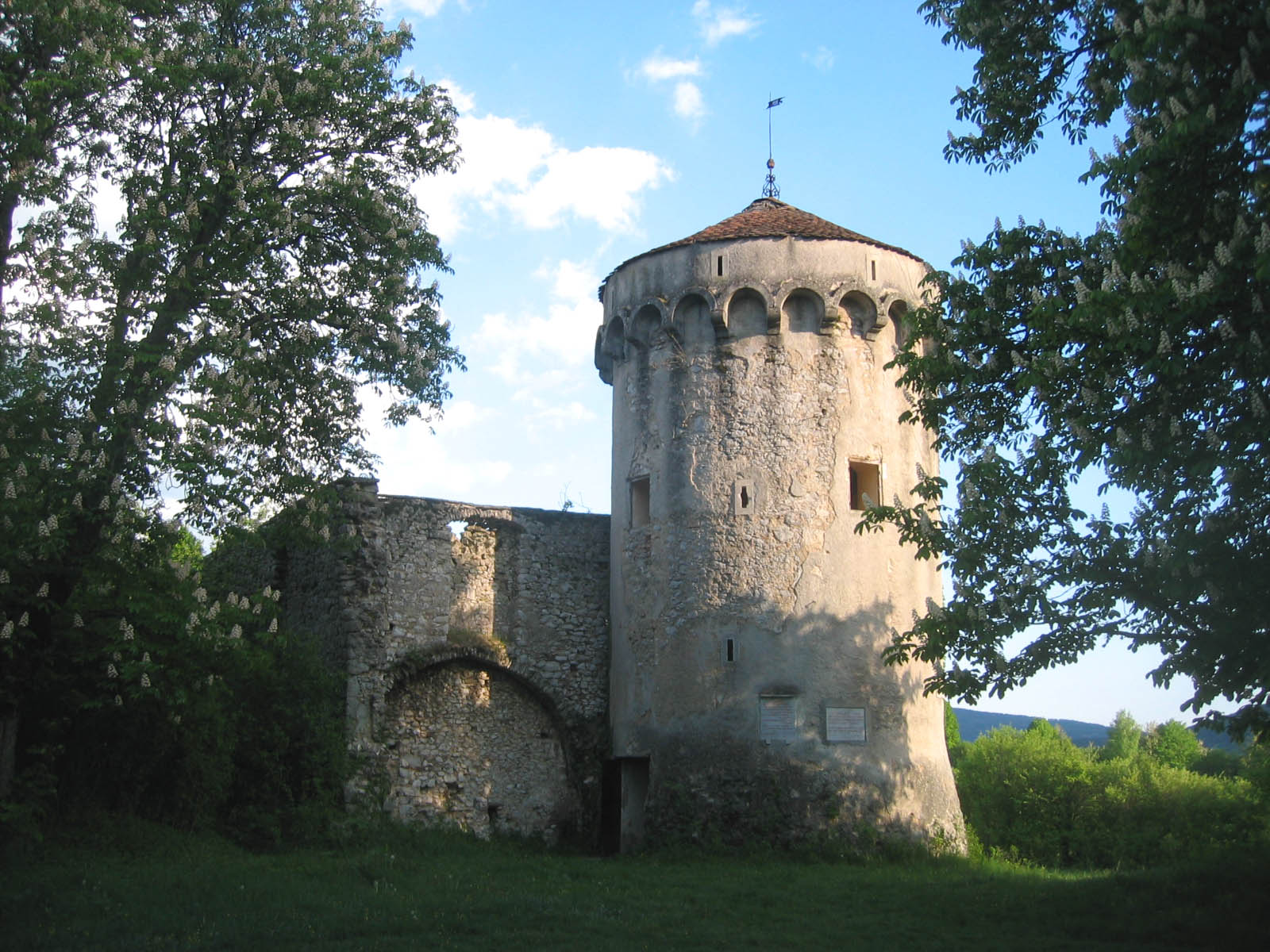
Château de Kalec

- Château de Kalec (en), partiellement en ruines.
- Château de Leutemberg (en).
- Château de Lož (en), construit au milieu du XIIe siècle.
- Château de Predjama.
- Château de Snežnik (en), XIIIe siècle.
- Château de Vipava (en), en ruine.

### Basse-Carniole

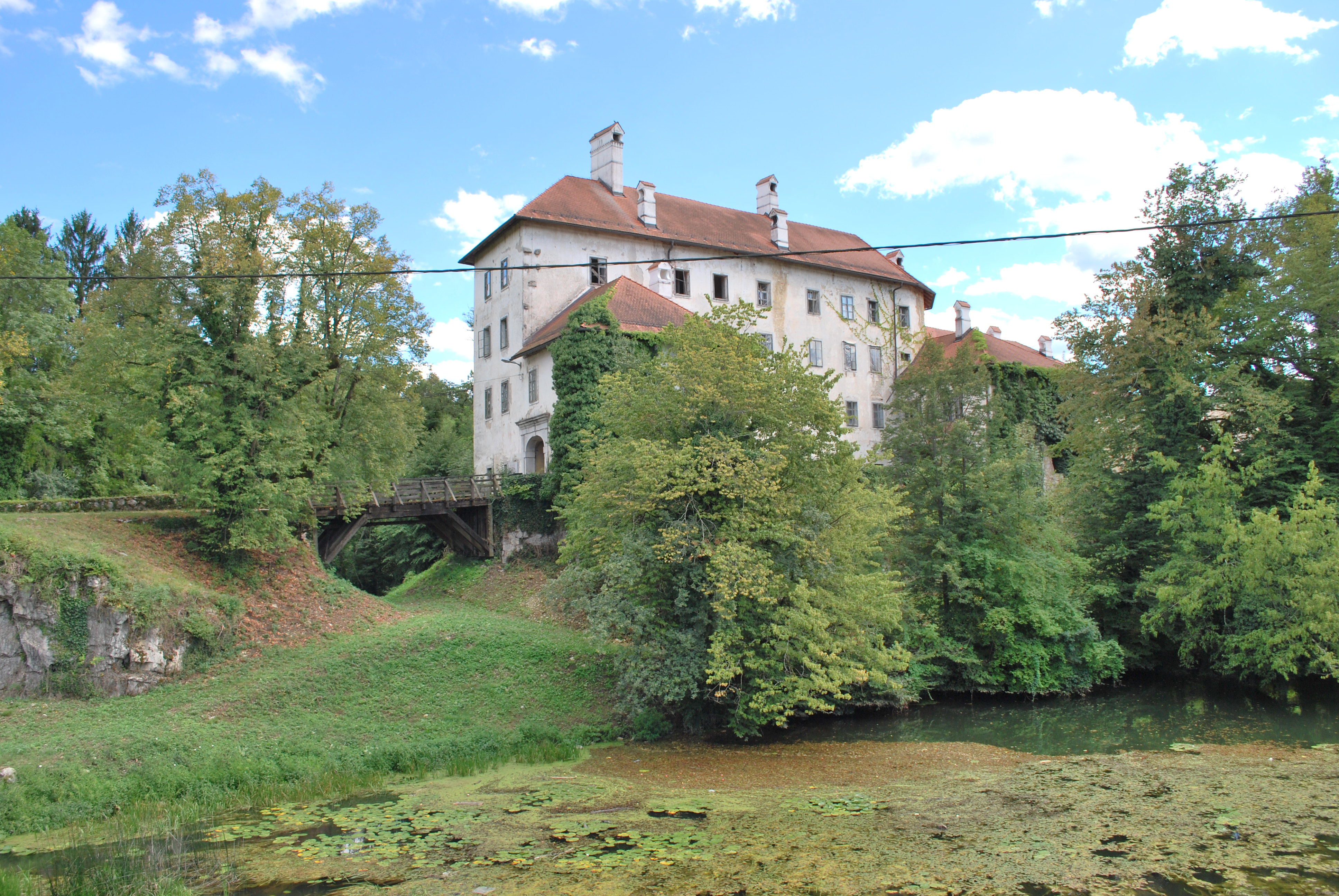
Château de Gradac

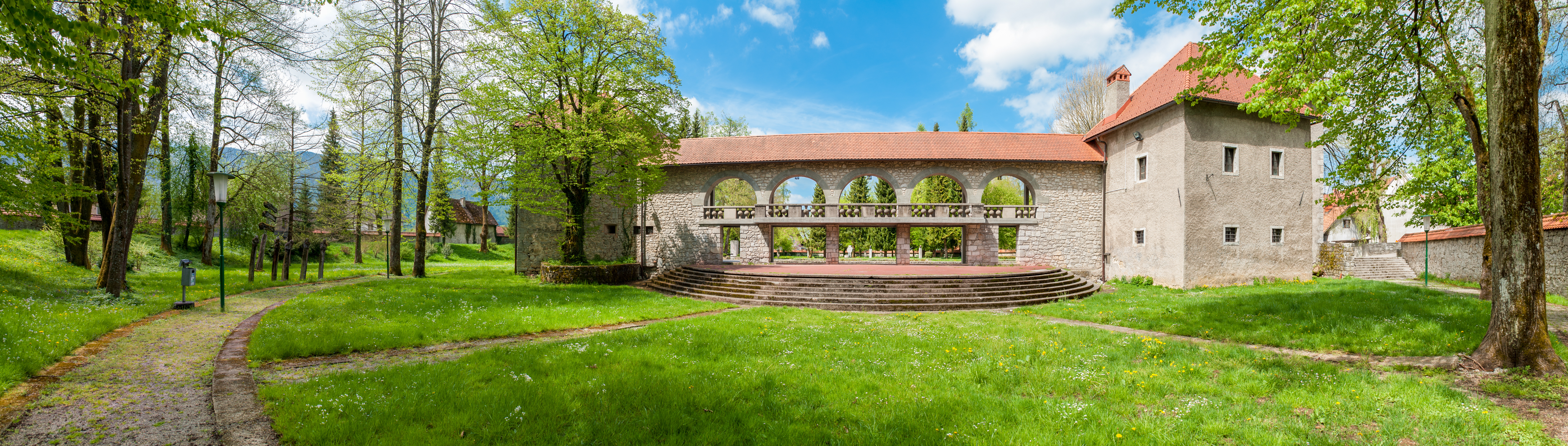
Château de Ribnica

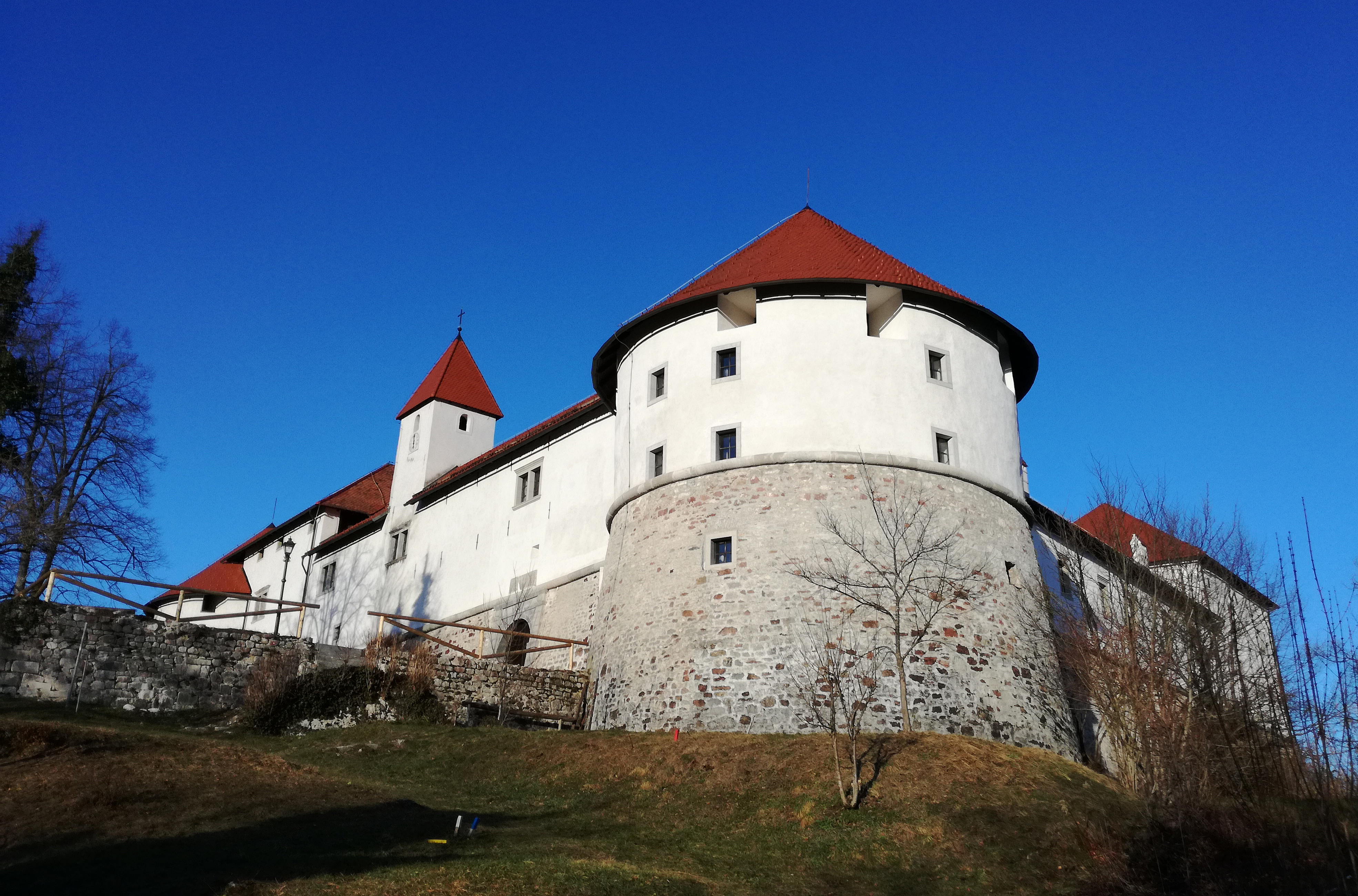
Château de Turjak

- Château de Bogenšperk (en), XVIe siècle, visitable (accueille un musée). Il a appartenu à l'écrivain Janez Vajkard Valvasor (1641-1693).
- Château de Brežice (en), XVIIe siècle.
- Tour de Gracar (en), XIVe siècle.
- Château de Gradac (en), XIIIe siècle.
- Château de Kostel.
- Château de Hmeljnik (sl), XIIIe siècle.
- Château de Kozjak (en), XIIIe siècle.
- Château de Kravjek (en), un château en ruine datant du XIIIe siècle.
- Château de Krško (en), XIIe siècle, en ruine.
- Château de Leskovec (en), XVe siècle.
- Château de Lihtenberk (en), XIIIe siècle, adjacent au château de Bogenšperk.
- Château de Metlika (en), XVe siècle.
- Château de Mirna (sl).
- Château d'Ortnek (en), XIIe siècle, en ruine.
- Château d'Otočec, datant du XIIIe siècle, aujourd'hui converti en hôtel et protégé en tant que monument d'importance nationale.
- Château de Podsmreka (en), manoir datant de la fin du XVIe siècle.
- Château de Raka.
- Manoir de Račji Dvor (en), un manoir du XVIIe siècle protégé en tant que patrimoine national.
- Château de Ribnica (sl).
- Château Škrljevo (en), XIe siècle.
- Château de Turjak (en), XIIIe siècle. Château de la famille Auersperg.
- Château de Žužemberk (sl), construit en 1295 dans la commune de Žužemberk.

## Carinthie
- Château de Ravne (en), construit au XVIe siècle, accueille de nos jours des expositions d'art.

## Basse-Styrie

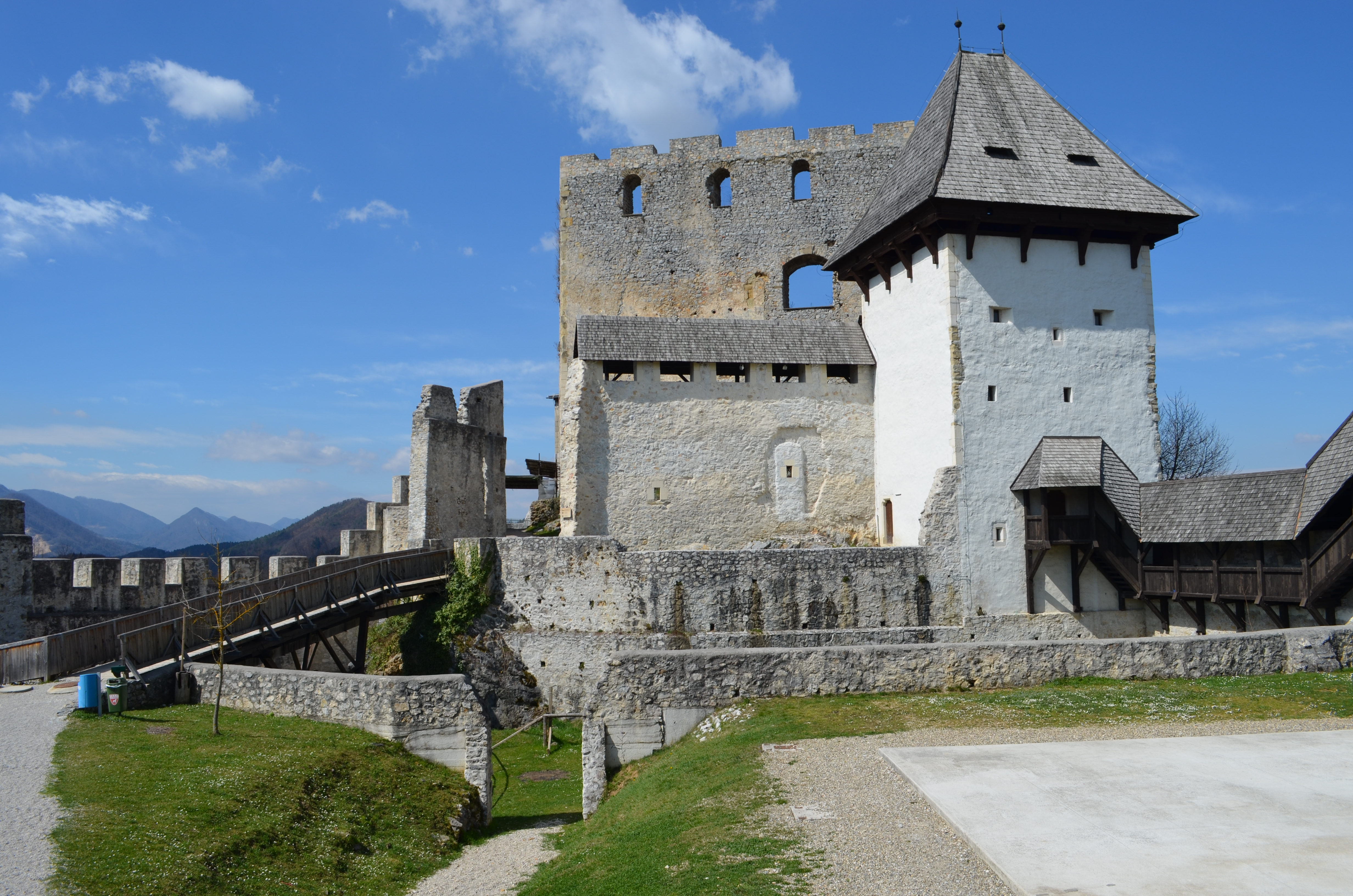
Château de Celje

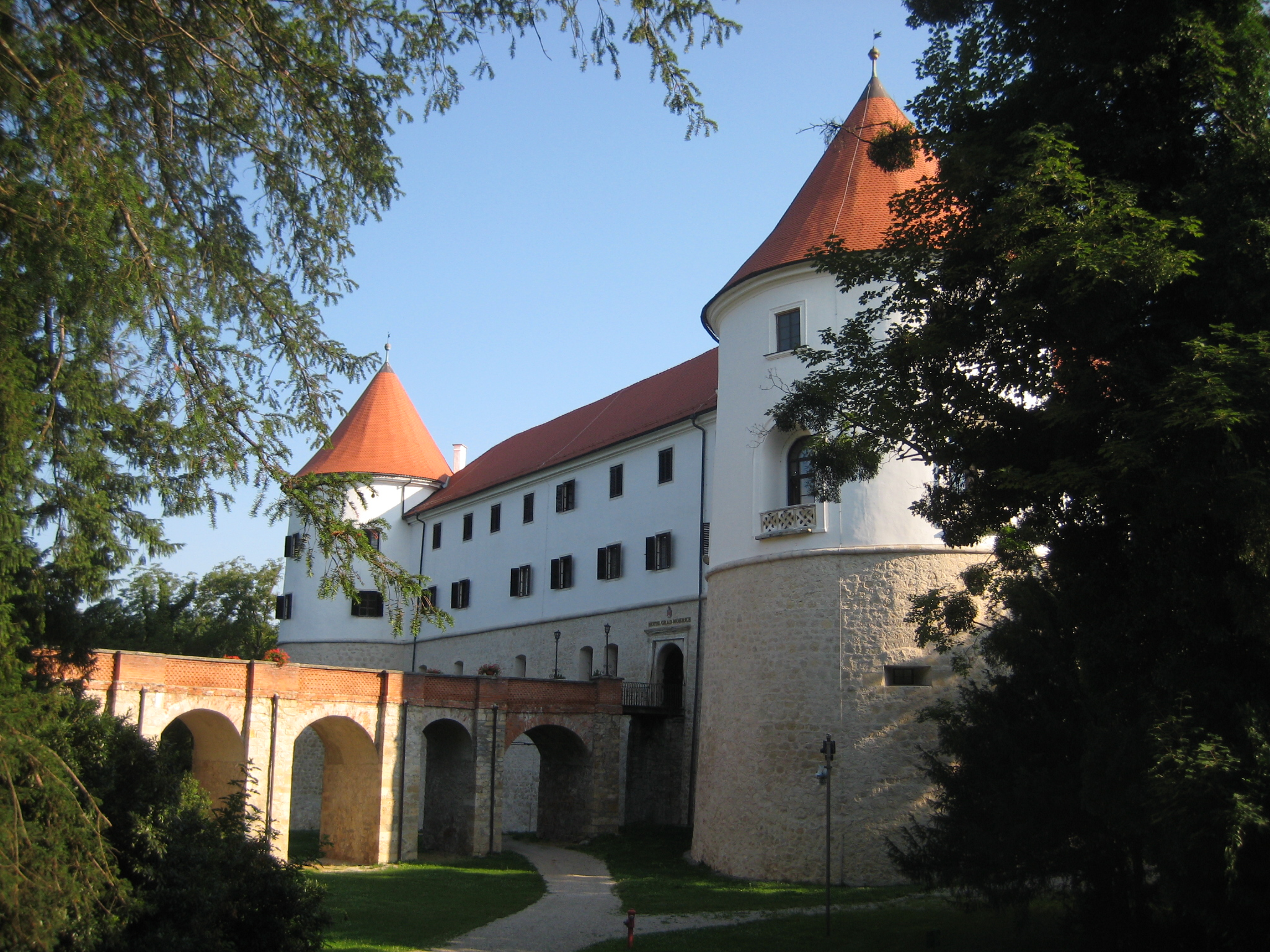
Château de Mokrice

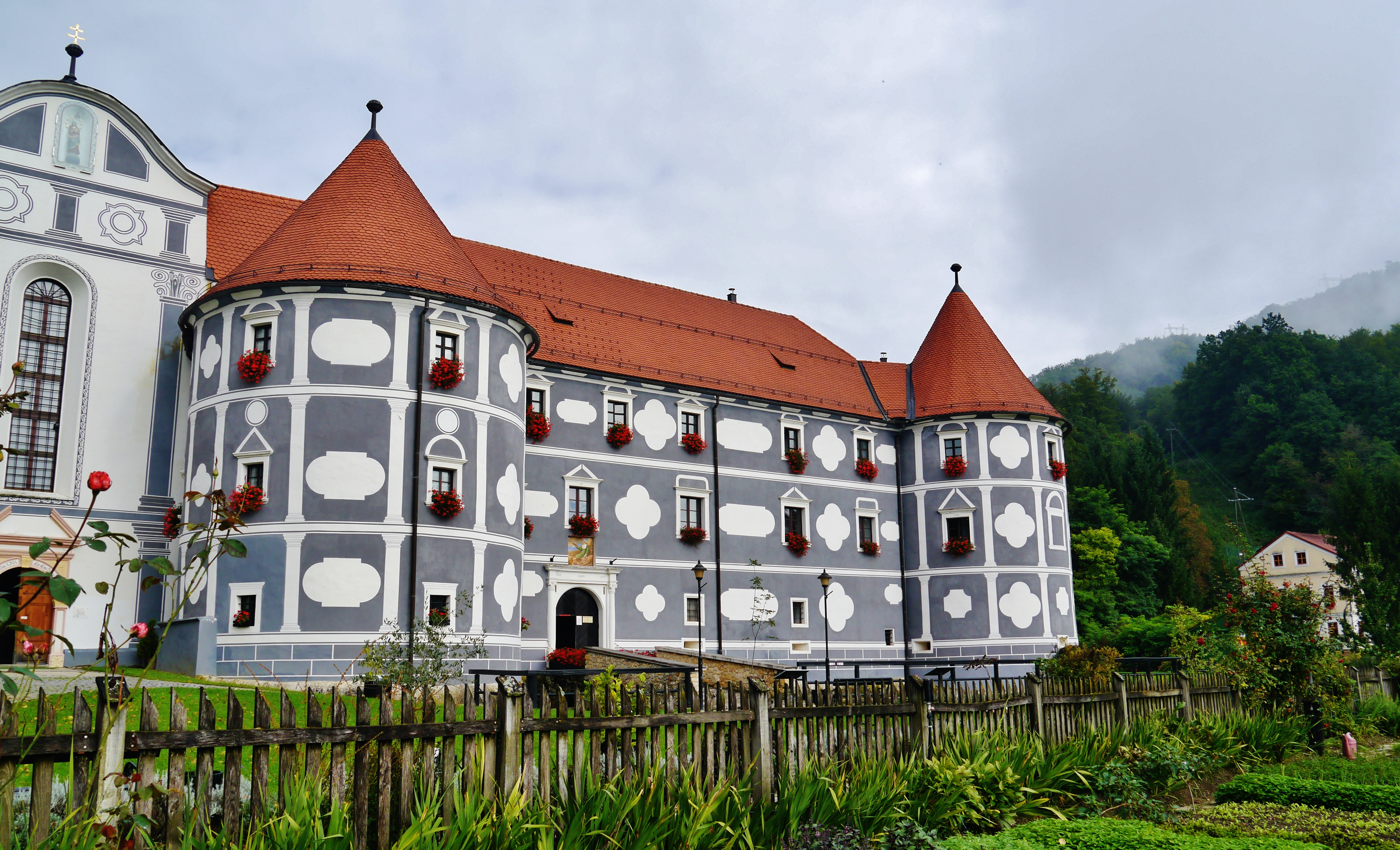
Château d'Olimje

- Manoir de Betnava (en).
- Château de Bistrica (en), à Slovenska Bistrica, un château reconstruit en manoir de style baroque au XVIIe siècle.
- Château de Celje (en), XIVe siècle, en ruine mais en cours de restauration.
- Manoir de Dornava (sl), reconstruit dans un style Baroque dans les années 1730.
- Château de Gonobitz, à Slovenske Konjice.
- Château d'Ig (en) ou de Zonek, à Ig, près de Ljubljana.
- Château de Jakobski Dol (en), construit en 1678.
- Château de Kunšperk (en), en ruine, datant du XIIe siècle.
- Château de Maribor, accueille aujourd'hui un musée régional.
- Château d'eau de Maribor (en).
- Château de Mokrice (en), XVe-XVIe siècle, aujourd'hui converti en hôtel.
- Château d'Olimje (en), XVIe siècle, aujourd'hui un monastère franciscain.
- Château de Ptuj (en), construit au milieu du XIIe siècle.
- Château de Rajhenburg (en), IXe siècle : c'est le plus ancien château slovène à avoir été documenté (en 895).
- Château de Sevnica (sl).
- Manoir Strmol (en), à Rogatec XVe siècle.
- Château de Velenje (en), XIIIe siècle.
- Château de Velika Nedelja (en), reconstruit au XVIIe siècle.
- Château de Vrbovec (sl).
- Château de Žovnek (en), XIIIe siècle, en ruine.

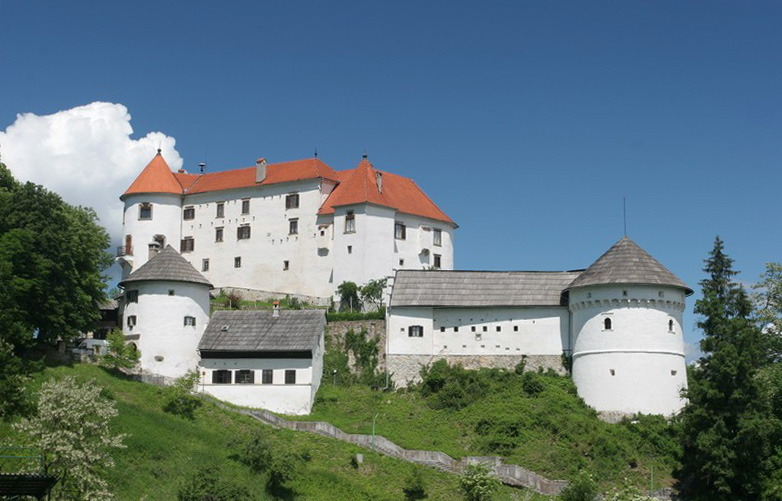
Château de Velenje
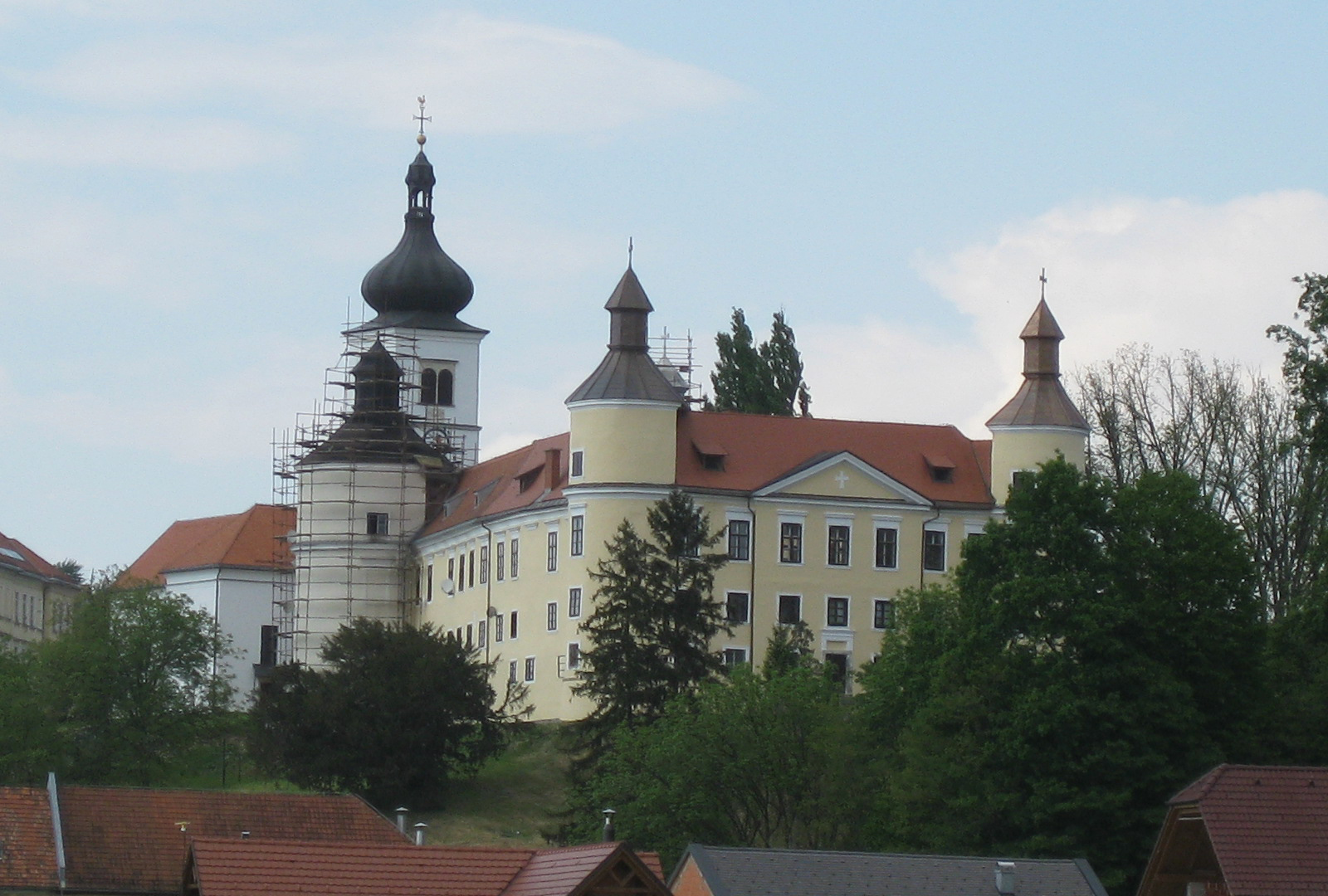
Château de Velika Nedelja

## Prekmurje

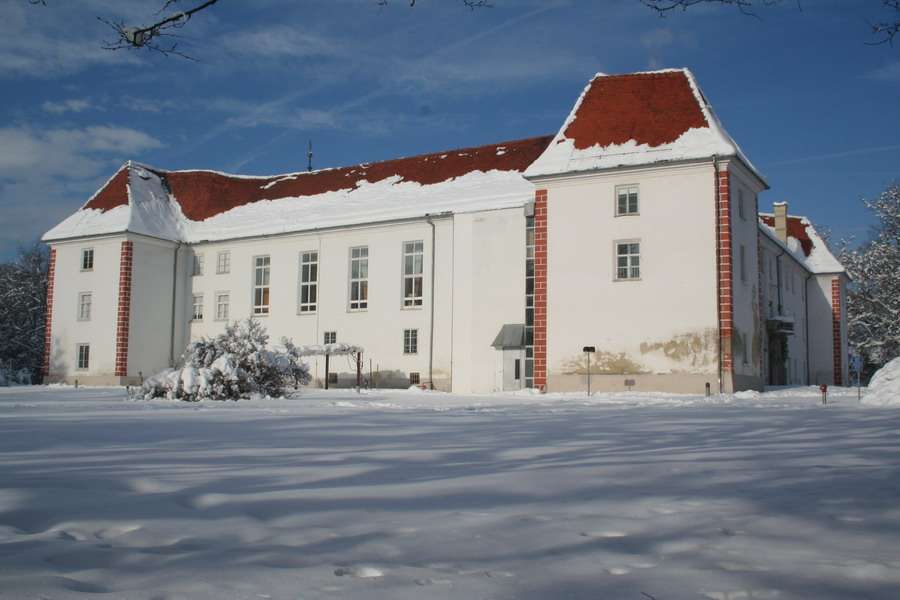
Château de Murska Sobota

- Château de Murska Sobota, reconstruit dans un style renaissance au XVIe siècle[1].
- Château de Rakičan (en), un manoir baroque du XVIIe-XVIIIe siècle.